# 540 (číslo)
Pět set čtyřicet je přirozené číslo. Následuje po čísle pět set třicet devět a předchází číslu pět set čtyřicet jedna. Římskými číslicemi se zapisuje DIL a řeckými číslicemi φμ.

## Matematika
540 je:
- Abundantní číslo
- Složené číslo
- Nešťastné číslo

## Astronomie
- (540) Rosamunde je planetka hlavního pásu, kterou objevil v roce 1904 Max Wolf

## Roky
- 540
- 540 př. n. l.